# سيد حاتم
سيد حاتم (5 أبريل 1948 - 27 يونيو 2002) ممثل كوميديان مصري، ظهر في النصف الثاني من السبعينيات في قصور الثقافة بالمنصورة.

## عن حياته
ولد الفنان سيد حاتم الفلاح بمركز العدوة محافظة المنيا في 5 أبريل من عام 1948 ، وحصل على بكالوريوس التجارة من جامعة المنصورة في عام 1976. تخصص في الأدوار الكوميدية حيث يتمتع بصوت مميز وقدرة على الارتجال وقد ركز نشاطه على مسارح القطاع الخاص ولم يقدم لمسارح الدولة إلا عددا قليلا من الأعمال من أهمها مسرحية الذباب الأزرق للمسرح المتجول عام 1984، وحبيبتي بدريه لمسرح الشباب عام 1996 كما قدم للتليفزيون مسرحية "صورة عائلية" وتميز في أداء أدوار ابن البلد الكادح والموظف الروتيني والمسطول. شارك بالسينما بأدوار قليلة مقارنة بأعماله في المسرح ومنها فيلم "رمضان فوق البركان"1985 و "صاحب العمارة"1988 و "اللعب مع الكبار"1991 و "كارت احمر"1994. قدم في المسرح الخاص "باي باي كمبورة "1980 و "فارس وبنى خيبان"1986 و " العالمة باشا "1991 و " قصة
الحى الغربي "1994 و " شقع بقع "2000 ، ويمكن رؤيته في دور مدير مخيم الإيواء في فيلم "كراكون في الشارع" عام 1986 مع عادل إمام وفيلم 1986: آه يا بلد آه.

## أعمال

### أفلام
| - رحلة مشبوهة:2002 - الحرب العائلية الثالثة:1998 - المرأة والساطور:1997 - التحويلة:1996-أحمد عبد الباري مُعتقل - كلاب المدينة:1995-حميدة الصعيدي المسروق - وداعا للعزوبية:1995-عبودة - تعالب أرانب:1994-الصول هريدي - كارت أحمر:1994-الشاويش حميدة - هدى ومعالي الوزير:1994-هريدي اخوعبدالعال - الثعالب:1993-الصعيدي - السياسي:1993 - زيكا - صعيدي في الجيش:1993 - طريق الشيطان:1993-مدير الفندق - الإرهاب والكباب:1992 - الراقصة والحانوتي:1992 | - الشرس:1992 - درب الجدعان:1992 - هارب من التجنيد:1992-رقيب الشرطة - الكلبشات:1991-الدفراوي - اللعب مع الكبار:1991-فرج أبو زيد - المساطيل:1991-غيبوبة/حربى - المطلقات والذئاب:1991-عبدالغني الدجال - ابن مين بسلامته:1990 - الأبطال الثلاثة:1990 - خمسه كارت:1990-المعلم الدّرملي - تاجر المُخدرات - درب الرهبة:1990 - كباب ولكن:1990-سيد - صاحب العمارة:1988-جار في البنسيون - رجل في عيون امرأة:1987-سيد الطبلجى - عبقري على ورقة دمغة:1987-برعي جار أبو الوفا | - التوت والنبوت:1986-بائع الترمس - الجوع:1986 - آه يا بلد.. آه:1986-محصل الاتوبيس - شارع السد:1986 - كراكون في الشارع:1986 - وداعا يا ولدي:1986- برئوشي - الجوهرة:1985-شقيق سوزي الاول - النشالة والبيه:1985-برقوقة - تل العقارب:1985-قرنى صبى القهوه - رمضان فوق البركان:1985-ميمون - فتوة الناس الغلابة:1984-صبي الجزار - ليلة القبض على فاطمة:1984-مرسي - مطلوب حياً أو ميتاً:1984-الحداد - الدباح:1982 |

### مسلسلات
| - آلو .. رابع مرة:2002 - خالف تعرف:2001 - صنايع صنايع:2001 - حلم آخر الليل:2000-ترمس صبي القهوة - روبابيكيا:2000 - قط وفار فايف ستار:2000 - الرجل الآخر:1999-سيد ملقاط - همام يبحث عن همام:1999 - الحساب:1998-الحرامي محروس النص - أوراق من المجهول:1998-حنجل - بيت أبو الفرج:1998 - رد قلبي:1998 - يا عزيزي كلنا لصوص:1998 - أصل وخمس صور:1997 - الحاوي:1997 - الخط الساخن:1997 - الدنيا وما فيها:1997 - الدوغري ٩٠:1997 | - القنفد:1997 - ضد التيار:1997-سيكو - عباسية واحد:1997-احد المجانين - عندما تضحك الأوتار:1997 - عوضين وإمبراطورية عين:1997 - حكايات مستر أيوب ومسز عنايات:1996 - لن أعيش في جلباب أبي:1996-حمامة - الناس الطيبين:1995 - ساكن قصادي ج1، 2:1995، 1996 - صابر الطويل - في بيتنا رجل:1995 - أم هلال في القاهرة:1994 - رجال في العاصفة:1994-شبارة - ستة على اليمين:1994-عجلاتي - سر الأرض:1994 - كوبري الأحلام:1994 - لا:1994-معتوق أفندي - الأزواج الطيبين:1993 - دموع صاحبة الجلالة:1993 - صحفي | - ناس ولاد ناس:1993-زيكو - البريمو:1991 - الطاووس:1991 - رجل آيل للسقوط:1991 - سحور على مائدة أشعب:1991-ضيف شرف - ولكنّه الحبّ:1991-برعي - أحلام في الهواء:1990- - صباح الخير يا جاري:1990 - الحل الوحيد:1989 - الماضي يأتي غدًا:1989 - حساب السنين:1989 - رحلة فطوطة السحرية:1989 - الإخوة زنانيري:1988 - مولود في الوقت الضائع:1988-شيخ الغفر - العصفور والأفعى:1987 - صائمون والله أعلم:1987 - ومن الليل شروق:1987-فاروق - الجوارح:1986 | - ألوان:1985 - أنا وبعدي الطوفان:1985 - دمعة على خد القمر:1985 - الاحباب والمصير:1984 - حواديت زمان:1984 - غابة من الأسمنت:1984 - النديم:1982 - دموع في عيون وقحة:1980-عوض - الأيام:1979 - العملاق:1979 - ريش على مافيش:1978 - سواق التاكسي: (اذاعي) - شرخ في جدار الحب-عوض - عريس جديد وعريس قديم - نهاية القصة - وأشرق النور: (اذاعي) - وتبقى الأرض دائما |

### مسرحيات
| - دربكة همبكة:1998 - قصة الحي الغربي:1996 - سبع صنايع:1995-صابر الطويل - كنت فين يا علي:1992 - إثنين في الهوا:1990الجار ابن عويس | - الهربان:1990 - عفواً زوجتي العزيزة:1990 - روحيه اتخطفت:1989 - فارس وبني خيبان:1987 - دلوعة يا بيه:1986 | - عمدة الحلاقين:1985 - لك يوم يا زوربا:1981 - الاستاذ شحاته وبناته الثلاثة - الرجاء انقاذ عبدالمتجلي - الرجال يفضلونها موظفة | - إلعب غيرها - الو أنا الدولار - أنا مش خرونج - زوج على نار هادئة - صباح الفل يا فل |

### سهرة تلفزيونية
| - قبل السقوط:2000 - يا فرحه ما تمت:2000 - فرسان للبيع:1992 - يومين لله:1989 - عيد ميلاد عبدالجابر:1987 | - أحلام الوحوش:1985 - الأيام الخضراء - البريء والصورة-النمرسى - الدنيا صغيرة جدا - الرجل والثعبان | - الشحات لما يحلم - الناس والخوف - النسيم العليل عليل - ثم تأتي الحقيقة محزنة - جاهز وتفصيل | - حلال المشاكل - زوجتك نفسي - سواق التاكسي-الميكانيكي - عيون الوهم - قطعوا التوتة |

## وفاته
وافته المنية عام 2002 إثر إصابته بأزمة قلبية عن عمر ناهر ال54 عام.

## وصلات خارجية
- سيد حاتم على موقع الدهليز
- سيد حاتم على موقع قاعدة بيانات الأفلام العربية